# Municipio de Lisbon (Illinois)
El municipio de Lisbon (en inglés: Lisbon Township) es un municipio ubicado en el condado de Kendall en el estado estadounidense de Illinois. En el año 2010 tenía una población de 899 habitantes y una densidad poblacional de 9,49 personas por km².

## Geografía
Según la Oficina del Censo de los Estados Unidos, el municipio tiene una superficie total de 94.78 km², de la cual 94,78 km² corresponden a tierra firme y (0 %) 0 km² es agua.

## Demografía
Según el censo de 2010, había 899 personas residiendo en el municipio de Lisbon. La densidad de población era de 9,49 hab./km². De los 899 habitantes, el municipio de Lisbon estaba compuesto por el 94,66 % blancos, el 0,11 % eran afroamericanos, el 3,78 % eran de otras razas y el 1,45 % eran de una mezcla de razas. Del total de la población el 8,45 % eran hispanos o latinos de cualquier raza.